# Gloggnitz (Herrschaft)
Die Herrschaft Gloggnitz war eine Grundherrschaft im Viertel unter dem Wienerwald im Erzherzogtum Österreich unter der Enns, dem heutigen Niederösterreich.

## Ausdehnung
Die Herrschaft umfasste zuletzt die Ortsobrigkeit über Gloggnitz, Waissenbach, Aue, Eichberg, Grabl, Heufeld und Aspaltersbach, Hart, Wörth, Hafning und Dobl. Der Sitz der Verwaltung befand sich in Gloggnitz.

## Geschichte
Letzter Inhaber der Allodialherrschaft war Josef Ritter von Wahna, Chef des Großhandlungshauses Wayna und Comp., bis die Herrschaft als Folge der Reformen 1848/1849 aufgelöst wurde.